# Yahannam

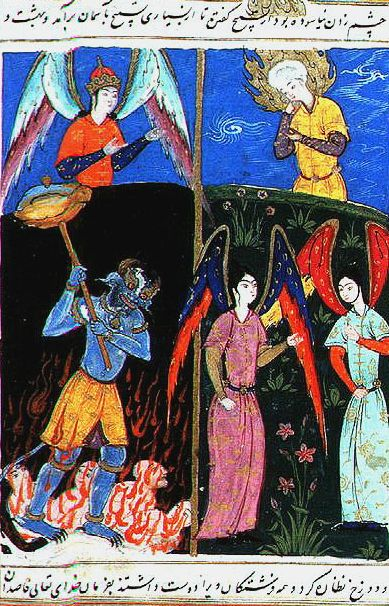
Al profeta islámico Idris se le muestran los lugares de la "Vida después de la muerte" mediante un ángel. En el infierno, los habitantes son atormentados por un demonio.

Yahannam (árabe: جهنم: turco: cehennem, en bosnio: džehennem) es el equivalente islámico a Ge Hinóm, nombre del que deriva al igual que Gehena. Según el Corán, solo Alá sabe quién irá al Yahannam y quién al Paraíso, la Yanna. Los musulmanes creen que los descreídos y los que no permanecen fieles al islam serán castigados en el Yahannam, un lago de fuego sobre el que pasa el puente que todas las almas deben cruzar para entrar en la Yanna. Tomando como referencia el Corán y más concreto versos de Sura 4 El Yahannam es un término con el fin de coaccionar y amenazar los creyentes y los infieles.  

## Descripción
El Yahannam está situado bajo un puente por el que deben cruzar las almas de los muertos, que caerán en el fuego si no están en gracia de Allah. El Yahannam tiene siete niveles:
- Yahim, Un lago de fuego,
- Yaliya, para todos los idólatras,
- Sa'ir, para los adoradores del fuego,
- Saqar, para los que no creen en Allah,
- Ladha, donde son enviados los judíos,
- Hawiya, para los cristianos,
- Hutama, para aquellos que no son buenos devotos.

En cada uno de estos lugares se sufre un grado de dolor diferente. Además, en el Corán se formula una idea del infierno como una especie de animal que aúlla enfurecido e increpa a los pecadores.
Al igual que ocurre con el infierno cristiano, el Yahannam es un lugar de fuego. Y como el purgatorio, el Yahannam en cierto modo es un lugar para expiar los pecados y limpiar el alma entre el día de la muerte y el de la resurrección (Yaum al-Qiyamah), pecados que serán borrados por la gracia de Dios para poder alcanzar la Yanna, el paraíso recuperado.

### Malik
Malik (en árabe: مالك) es el ángel que guarda el Yahannam, asistido por 19 zabaniya o guardas.

### Zaqum
El Zaqum (en árabe: زقوم) es un árbol que crece en el Yahannam. Los condenados se ven obligados a comer su amarga fruta, Ad-Dhari, lo que intensifica su tormento. Estos frutos tienen la forma de cabezas de demonios.
El nombre zaqum es utilizado en Sudán por los bejas para la Euphorbia abyssinica. En Jordania se utiliza para las especies de Balanites aegyptiaca.